# 1163
Évszázadok: 11. század – 12. század – 13. század
Évtizedek: 1110-es évek – 1120-as évek – 1130-as évek – 1140-es évek – 1150-es évek – 1160-as évek – 1170-es évek – 1180-as évek – 1190-es évek – 1200-as évek – 1210-es évek
Évek: 1158 – 1159 – 1160 – 1161 –  1162 – 1163 – 1164 – 1165 – 1166 – 1167 – 1168

## Események

### Határozott dátumú események
- január 14. – II. László magyar ellenkirály halála. (Lászlót Fehérvárott helyezik nyugalomra, a Szűz Mária-prépostság templomában.)[1]
- január 27. – Ellenkirályként Magyarország trónjára került IV. István.[2]
- június 19. – III. István serege Székesfehérvárnál legyőzi IV. István seregét. (A csatában fogságba esik IV. István is, akit III. István visszaenged támogatójához, I. Manuél bizánci császárhoz.)[2]

### Határozatlan dátumú események
- nyár – I. Manuél serege Nándorfehérvárig nyomul be sz országba, majd látva sikertelenségét visszavonul.[2]
- az év folyamán –
  - III. István öccsét, Béla herceget kéri fel vejének és örökösének.[2]
  - Owain Gwynedd lesz Wales uralkodója.
  - A sziléziai hercegségek elismerik a Német-római Birodalom főségét.
  - Norvégiában bevezetik az örökösödési törvényt.
  - A tours-i zsinat elítélően említi az albigenseket; ezen kívül megtiltja a szerzeteseknek a fizikai tárgyú iratok olvasását valamint az egyházi végzettségű személyek seborvosi tevékenységét.
  - Lokkum cisztercita apátságának alapítása Hannoverben.
  - Maurice de Scully, Párizs püspöke és III. Sándor pápa jelenlétében lerakják a párizsi Notre-Dame katedrális alapkövét. (Az építkezés 180 évig tartott, s az Eiffel-torony 1889-es elkészültéig Párizs legmagasabb építményének számított.)[3]

## Születések
- Navarrai Berengária, I. Richárd angol király felesége († 1230)
- I. Henrik lengyel fejedelem († 1238)
- IV. Ottokár stájer herceg

## Halálozások
- január 14. – II. László magyar ellenkirály
- Abd al-Mumin, az Almohádok dinasztiájának alapítója Marokkóban